# Segunda División B
Segunda División B – trzeci poziom ligowy hiszpańskich rozgrywek piłkarskich w latach 1928–1929 i 1977–2021, dzielący się na 4 grupy.

## Historia
Termin Segunda División B po raz pierwszy został użyty w roku 1929 do nazwania trzeciego poziomu rozgrywkowego Primera División i Segunda División A. Liga składała się wtedy z 10 drużyn i została wygrana przez drużynę Cultural Leonesa.
Jednakże sezon 1929/1930 był pełen reorganizacji i oryginalna Segunda División B została zastąpiona przez Tercera División.
Segunda División B została wskrzeszona w sezonie 1977/1978, wówczas tylko z 2 grupami. W sezonie 1987/1988 została rozegrana w formie jednej grupy składającej się z 22 drużyn. Formuła obowiązująca do dziś (cztery grupy, każda po 20 drużyn) została wprowadzona w sezonie 1987/1988.
W sezonie 2021/2022 została zastąpiona przez Segunda División RFEF, która stała się czwartą ligą dzięki stworzeniu nowej, półprofesjonalnej trzeciej dywizji Primera División RFEF przez federację hiszpańską (RFEF).

## Obecna formuła
Segunda División B składała się z 80 zespołów podzielonych na 4 grupy po 20 drużyn w każdej. Najlepsza czwórka drużyn z każdej grupy, tj. razem 16 drużyn, kwalifikowała się do fazy play-off, w której walczyły o awans do Segunda División. Awans wywalczały cztery najlepsze drużyny fazy play-off. Drużyny rezerw mogły ubiegać się o awans do Segunda División, jeśli drużyna ich seniorów grała w Primera División. Najlepsze 5 zespołów z każdej grupy i 2 najlepsze zespoły bez względu na to, czy były w grupie poza najlepszą dwudziestką, zyskiwały awans do następnego sezonu Pucharu Króla. Cztery ostatnie zespoły z każdej grupy spadały do Tercera División. 4 drużyny z miejsc 16. uczestniczyły w barażach o utrzymanie – 2 z nich również były degradowane. Drużyny grały między sobą dwumecz. Drużyny rezerw również mogły zostać zdegradowane, w przypadku spadku drużyny seniorów z Segunda División. Razem z drużynami z Tercera División, drużyny uczestniczyły w Pucharze Federacji.
Od sezonu 2008/2009 czterech zwycięzców każdej z grupy miały okazję zdobyć bezpośredni awans i nazywane były Mistrzami Segunda División B sezonu zasadniczego. Zespoły te grały między sobą w dwumeczu w dwóch półfinałach o wejście do finału i walkę o zwycięstwo w Segunda División B. Finaliści zyskiwali automatycznie awans do Segunda División, natomiast przegrani półfinaliści byli automatycznie uczestnikami finałów fazy play-off o awans.
Zespoły z miejsce 2-4 rywalizowały między sobą również w formie play-off (dwumecze). Wyłoniona z tych zespołów szóstka, razem z dwoma przegranymi półfinalistami walki o mistrzostwo Segunda División B walczyła w dwumeczach o wyłonienie dwóch drużyn, które również awansują do Segunda División.

## Grupy
Grupy Segunda División B, oznaczone kolejnymi cyframi rzymskimi (I, II, III, IV), podzielone zostały według kryterium geograficznego:
- Grupa I:

Drużyny z Madrytu, Galicji, Balearów, Wysp Kanaryjskich oraz Melilli
- Grupa II:

Drużyny z Kantabrii, Kraju Basków, La Riojy, Kastylii i Leonu oraz Asturii
- Grupa III:

Drużyny z Katalonii, Nawarry, Walencji, Aragonii i Andory
- Grupa IV:

Drużyny z Andaluzji, Estremadury, Kastylii La Mancha, Ceuty oraz Murcji